# Lester B. Hart
Lester B. Hart är en engelsk kompositör som skrivit instrumentallåten West 42nd Street som använts i filmerna Åsa-Nisse ordnar allt, Mord, lilla vän och Brudar och bollar eller Snurren i Neapel. Han skrev även Street Scene for Strings som användes i Åsa-Nisse jubilerar.

## Filmmusik i urval
- 1955 – Brudar och bollar eller Snurren i Neapel